# Jhilmar Lora
Jhilmar Lora   (Lima, 24 d'octubre de 2000), és un futbolista professional peruà que juga com a lateral dret pel club peruà Sporting Cristal i la selecció del Perú.

## Biografia
Lora va néixer el 24 d'octubre de 2000 a Callao. Al créixer en una família molt unida i amant del futbol, "Jhil" va desenvolupar una passió per l'esport des de molt jove, jugant constantment al barri de Boterín. Als quatre anys es va incorporar a club local Aliança Lima situat al Liceu Naval Capità de Navío Germán Astete, situat al districte La Perla, a 10 minuts de casa, on va ser entrenat per Nill Gonzáles. Posteriorment va ser format per Bruno Ferreira i el 2013 va ser rebut pel professor Hitzvan Tazayco.
Seguidora de tota la vida de l'Sporting  Cristal, Lora es va unir al club de Lima quan tenia onze anys. Durant els vuit anys que va jugar per als juvenils, va guanyar gairebé tots els tornejos juvenils i va ser gairebé invencible amb l'equip juvenil. La majoria d'aquest grup de jugadors era molt tècnic. Estava content amb Jhilmar per les condicions que està mostrant, perquè en aquell moment no va destacar però de sobte en aquell moment va destacar un davanter o migcampista. Per la seva banda, Conrad Flors, que el va dirigir al planter i sub-20 de l'Sporting  Cristal va sostenir que Jhilmar Lora inicialment no jugava com a marcador dret sinó en una altra posició. "A el principi era central i Benjamí Villalta era lateral dret. Llavors, per les seves característiques de joc, vaig decidir canviar la seva posició: Villalta com a lateral i Lora com a lateral dret ".
Lora va jugar en totes les competicions, es va fer amic dels seus companys, entre els quals es trobaven Joao Grimaldo i Benjamí Villalta. Lora va esdevenir una part integral de l'equip juvenil de Sporting  Cristal. Durant la seva primera temporada completa (2016), va ser campió del Torneig Reserva - Obertura i clausura- i Copa Model Centenari. En la seva segona temporada (2017), va ser campió del Torneig Reserva - obertura- i Torneig Centenari Sub-17 Clausura, la final d'aquest seu equip va donar una victòria per 3-2 sobre Aliança Lima, Lora va marcar el gol de la victòria. després de remuntar el 0-2. Una setmana després perdria el títol nacional davant l'Universitari. En la seva tercera temporada (2018) va ser campió del Torneig Reserva - obertura-. La seva última temporada (2019) va ser campiona del Torneig Reserva - obertura-, Lora a meitat d'any va ser ascendit al primer equip, però va haver de ser convocat per continuar a la Copa Libertadores de la seva categoria l'any següent on va estar perdut en fase d' grups.

## Cursa de club

### Sporting Cristal

#### 2019-2020: ascens a el primer equip
Durant la temporada 2019, el 7 d'agost de 2019 va signar el seu primer contracte professional i va ser traslladat al primer equip. Als 19 anys i 16 dies va debutar amb el primer equip en el partit de campionat davant el Melgar, entrant com a suplent en el minut 61 en lloc de Renzo Revoredo. La temporada 2020, va jugar 4 vegades en l'onze inicial en partits de campionat i a la fi de la temporada es va convertir en el campió del Perú amb el club.

#### 2021-present: Convertir-se en un onze inicial jugador
El 31 de gener de 2021 Sporting  Cristal va confirmar la pròrroga del contracte amb Lora fins a finals de 2023. El 13 de març va donar la seva primera assistència en la seva carrera a Christopher González en el partit de la 1a jornada de la nova temporada contra el club "Esportiu binacional "(4: 0). El 21 d'abril de 2021 va debutar a la Copa Libertadores en el partit davant el Sao Paulo (0: 3), ingressant com a suplent en el minut 82. El 14 de juliol de 2021 va debutar a la Copa Sud-americana en el partit de vuitens de final davant l'Arsenal de Sarandí. (2: 1), com a entrant. El seu club va passar a quarts de final on va perdre davant Peñarol en els dos partits (1: 3) i (0: 1). El 17 de setembre de 2021 li va donar la seva segona assistència en la seva carrera a Marcos Riquelme en el partit de l'onzena jornada de la nova temporada davant el club Universitat Tècnica de Cajamarca (6: 1).

## Carrera internacional

### Perú

#### 2021: Debut Sènior i Copa Amèrica
El 27 d'abril de 2021, el tècnic Ricardo Gareca va presentar un desafiament preliminar de 50 jugadors per a la Copa Amèrica de Perú per la Copa Amèrica 2021, que incloïa a Jhilmar Lora. El 21 de maig, va ser convocat per primera vegada per al classificatori per a la Copa del Món 2022 contra Colòmbia i Equador. El 10 de juny va entrar en l'aplicació definitiva de la selecció nacional per a la Copa Amèrica del Brasil. En el partit de quarts de final del torneig contra Paraguai, Lora va debutar amb la selecció nacional, entrant al camp en lloc d'Aldo Corzo.en 90 + 2 minuts. El partit va acabar amb un marcador de 3: 3, i la selecció del Perú va guanyar en els penals, també es va convertir en el primer jugador peruà nascut al segle XXI a debutar en una Copa Amèrica. En partits posteriors, la semifinal contra el Brasil (0: 1) i el partit pel 3r lloc contra Colòmbia (2: 3), Lora va entrar al camp en lloc de Cabirol dues vegades més i va ocupar el quart lloc amb la seva selecció nacional en el final del torneig. El 29 d'agost va ser convocat d'urgència per l'eliminatòria del Mundial 2022 contra Uruguai, Veneçuela i Brasil. El 24 de setembre de 2021 va ser citat per impugnar la triple data contraChile, Bolívia i Argentina. En el tercer partit de la triple data davant Argentina, Lora va debutar amb la selecció nacional en l'eliminatòria mundialista, entrant a la pista com a titular. El partit va acabar amb marcador d'1: 0, a favor d'Argentina, també es va convertir en el primer jugador peruà nascut al segle XXI a debutar en una Classificació de la Conmebol per al Mundial de Futbol.

## Perfil com a jugador

### Estil de joc
Jhilmar Lora sol jugar com a lateral dret i ha estat descrit com "una gran promesa per al futbol peruà". A causa del seu notable acceleració i habilitats creatives, aquesta posició li permet disparar i centrar amb el seu peu destre i ajudar els seus companys d'equip.
Considerat un dels millors defensors del futbol peruà, Lora tot i no ser imponent físicament, es destaca en l'aire per la seva elevació i precisió de cap, el que el converteix en una destacada defensa en les jugades d'pilota en joc; també és un atacant competent. A més de les seves dots defensives i la seva habilitat per assistir als seus companys, està dotat de velocitat, i se sent còmode amb la pilota, posseeix bona habilitat tècnica, així com una bona distribució, que li permet portar la pilota cap endavant, canviar el bola. Joc amb pilotes llargues o joc des del darrere a terra. També té una acceleració notable, de manera que es pot moure en el menor temps possible en un espai limitat.
Lora s'ha guanyat elogis per la seva destresa tècnica i la seva capacitat per sobresortir tant a l'ofensiva com a la defensiva, així com per la seva versatilitat, el que li permet desplegar com a lateral. En la seva joventut, sovint jugava com a central, mentre que després es va establir com a lateral a mesura que avançava la seva carrera. Per la seva ampli ventall d'habilitats, el seu entrenador de l'Sporting  Cristal, Roberto Mosquera, l'ha comparat amb un dels millors defensors peruans, Nolberto Solano; Va continuar descrivint-ho com "Un jugador excel·lent i interessant en el futbol peruà". En 2021, opinió de Julio César Uribe, que el cita com "un jugador de talla internacional que va produir Perú". Lora també s'ha desplegat ocasionalment com a central o síndica. Lora ha estat elogiat per les seves actuacions decisives en partits importants, especialment per a Sporting  Cristal, a causa de la seva tendència a assistir gols crucials per al seu equip, i és considerat per diversos periodistes i aficionats com un dels jugadors més fiables en situacions d'alta competència i pressió. gràcies a la seva habilitat com a defensor, el seu sentit tàctic, consistència i concentració de joc al llarg d'una temporada. Les seves habilitats inclouen la seva creativitat, visió, passades, definició, toc i tècnica, sent refe Arid com un jugador "prometedor".